# El Naranjo (Huancabamba)
El Naranjo es un caserío peruano ubicado en el distrito de San Miguel de El Faique, perteneciente a la provincia de Huancabamba del departamento de Piura, al norte del Perú. 

## Ubicación
El Naranjo se ubica al oeste de la provincia de Huancabamba, en el distrito de San Miguel de El Faique, en el departamento de Piura.

## Demografía
En 2017 El Naranjo tenía una población de 48 habitantes.
| Gráfica de evolución demográfica de El Naranjo entre 1993 y 2017 |
|                                                                  |
| Fuentes: Población 1993 y 2017                                   |